# Juliette Price
Elise Juliette Christiane Price (13. august 1831 i København – 4. april 1906 på Frederiksberg) var en dansk balletdanser.
Juliette Price var datter af mimikeren Adolph Price og danseren Flora Mathilde Henriette Lewin. Hun var den ældste i en søskendeflok på otte. To af hendes søskende, Sophie og Waldemar Price blev også balletdansere. Født i en slægt af gøglere og kunstnere begyndte Juliette Price allerede at optræde med familien som seksårig. I 1848 blev hun ved faderens mellemkomst optaget på Det Kongelige Teaters balletskole. Hun debuterede allerede året efter i partiet Eliza i Conservatoriet af August Bournonville. I 1851 blev hun udnævnt til solodanser.
Med tiden blev Juliette Price en af Bournonvilles mest fremtrædende solodanserinder, og i en lang række af hans mest berømte balletter er der partier koreograferet specielt til hende. Således for eksempel Eleonore i Kermessen i Brügge (1851), Ragnhild i Brudefærden i Hardanger (1853), Hilda i Et Folkesagn (1854), Senoritaen i La Ventana (1856), Rosa i Blomsterfesten i Genzano (1858) og Rosita i Fjernt fra Danmark (1860).
Da Bournonville i 1855 tog sin afsked som balletmester efter uoverensstemmelser med den nye teaterdirektør, Johan Ludvig Heiberg, fulgte Juliette Price med Bournonville til Wien. Her dansede hun et års tid, men uden at opnå international succes.
Hun trak sig tilbage som balletdanser allerede i 1865. Under en opførsel af Kermessen i Brügge gled hun i et blomsterblad og kom til skade med foden. Skaden viste sig at være så alvorlig, at hun var invalideret for livet.
Hun er begravet på Frederiksberg Ældre Kirkegård.

## Fodnoter
1. ↑  Pricefamiliens genealogi (Webside ikke længere tilgængelig)
2. ↑  "Arkiv for Dansk Litteratur: Johan Ludvig Heiberg". Arkiveret fra originalen 10. juli 2007. Hentet 27. januar 2010.